# È stata via
È stata via (She's Been Away) è un film per la televisione del 1989 diretto da Peter Hall.

## Trama
Lillian Huckle è un’anziana nubile che ha vissuto per oltre cinquant'anni in un ospedale psichiatrico. L’istituto è costretto a dimetterla e lei viene accolta in casa da suo nipote Hugh, sposato con Harriet Ambrose, inizialmente infastidita dalla nuova ospite. Gradualmente le due donne troveranno il modo di comunicare e si riconosceranno nella stessa insofferenza nei confronti delle convenzioni borghesi.

## Riconoscimenti
Peggy Ashcroft e Geraldine James vinsero ex aequo la Coppa Volpi per la migliore interpretazione femminile alla 46ª Mostra internazionale d'arte cinematografica di Venezia.